# Veraguas (province)
Veraguas est une province du Panama. Elle est située à l'ouest du pays et a une superficie de 10 677,2 km2. Sa capitale est Santiago de Veraguas.

## Étymologie
Le nom de la province vient d'un mot indien, « Veracua » ou « Viragua ». C'est la seule province du Panama à avoir des côtes à la fois sur la mer des Caraïbes et sur l'océan Pacifique. La plupart des habitants vivent sur la côte pacifique, la côte des Caraïbes est pratiquement inhabitée.

## Histoire
L'actuelle province de Veraguas (dans l'actuel Panama), ne reprend qu'une petite partie de l'ancienne province de Veraguas.
Veraguas fut explorée par Christophe Colomb lors de son quatrième voyage. Il essaya d'y établir une colonie, mais échoua en raison de l'hostilité des indigènes. Diego de Nicuesa tenta également d'y établir une colonie, mais échoua à son tour, ce qui le poussa à déclarer la guerre aux indigènes nommés Nombre de Dios (Nom de Dieu, en espagnol). Sa capitale, Santiago de Veraguas, fut fondée en 1636.
Créée en 1717, la province de Veraguas faisait initialement partie de la vice-royauté de Nouvelle-Grenade (entité coloniale espagnole recouvrant le nord de l'Amérique du Sud). La province était une composante du duché de Veragua.

La province de Veraguas
en 1810
en 1855

Après l'indépendance, la province est intégrée à la Grande Colombie, au sein du département de l'Isthme. 
Après la dissolution de cette dernière en 1855, la province fait partie de la République de Nouvelle-Grenade. 
En 1857, la province de Veraguas fusionne avec les provinces d'Azuero, Chiriquí et Panama et devient l'État fédéral de Panama.

## Démographie
La population de la province est estimée à 59 914 personnes en aux environs de 1789 et 33 864 en 1851.

## Divisions administratives

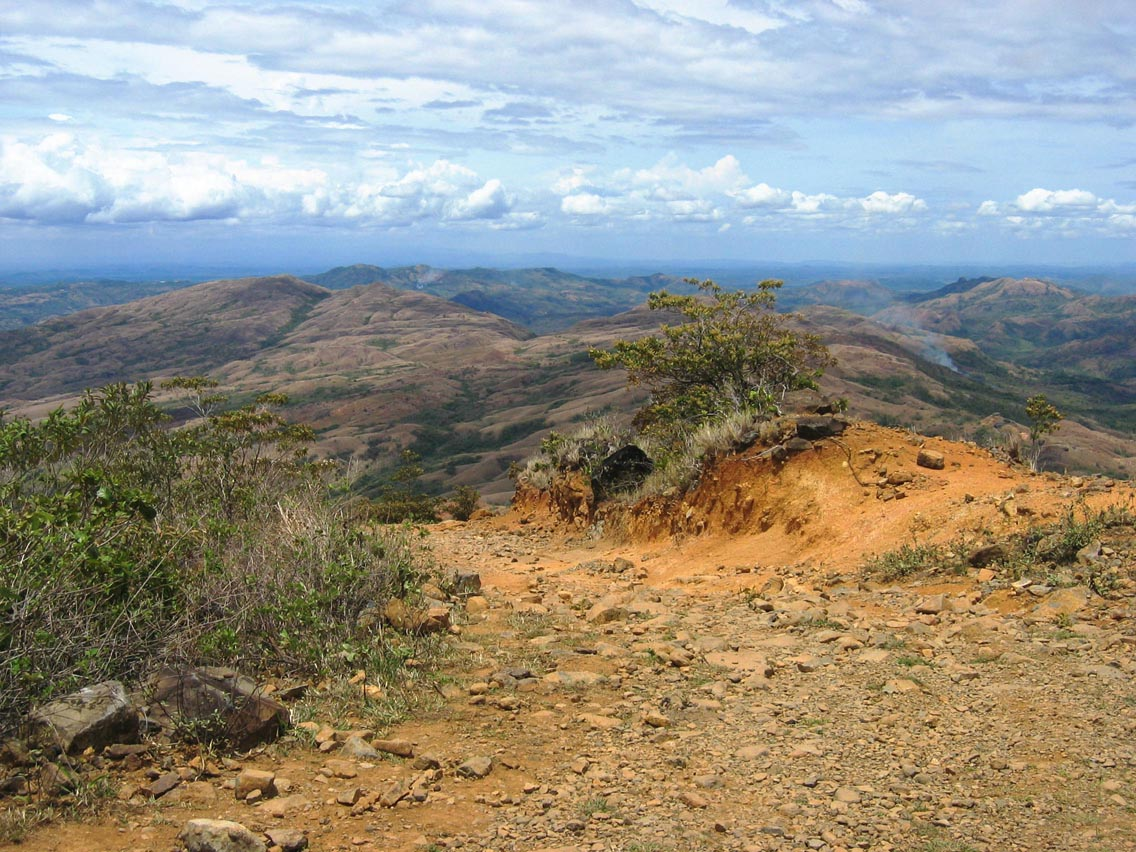
Panorama de la province de Veraguas

La province de Veraguas se compose de 12 districts, divisés en plusieurs corregimientos. Sa capitale est la ville de Santiago de Veraguas.
| District d'Atalaya - Atalaya - El Barrito (es) - La Carrillo (es) - La Montanuela (es) - San Antonio (es) | District de Calobre - Barnizal (es) - Calobre - Chitra (es) - El Cocla (es) - El Potrero (es) - La Laguna (es) - La Raya de Calobre (es) - La Tetilla (es) - La Yeguada (es) - Las Guias (es) - Monjaras (es) - San José (es) | District de Cañazas - Cañazas - Cerro de Plata (es) - El Aromillo (es) - El Picador (es) - Las Cruces (es) - Los Valles (es) - San José (es) - San Marcelo (es) |

| District de La Mesa - Bisvalles (es) - Boro (es) - El Higo (es) - La Mesa - Llano Grande (es) - Los Milagros (es) - San Bartolo (es) | District de Las Palmas - Cerro de Casa (es) - Corozal (es) - El Maria (es) - El Prado (es) - El Rincon - Las Palmas (es) - Lola (es) - Manuel Encarnacion Amador Terreros (es) - Pixvae (es) - Puerto Vidal (es) - San Martin de Porres (es) - Vigui (es) - Zapotillo (es) | District de Mariato - Arenas (es) - El Cacao (es) - Mariato (es) - Quebro (es) - Tebario (es) |

| District de Montijo - Cébaco (es) - Costa Hermosa (es) - Isla Gobernadora (es) - La Garceana (es) - Leones (es) - Montijo (es) - Pilon (es) - Union del Norte (es) | District de Río de Jesús - Catorce de Noviembre (es) - Las Huacas (es) - Los Castillos (es) - Rio de Jesus (es) - San Juan (es) - Utira (es) | District de San Francisco - Corral Falso (es) - Los Hatillos (es) - Remance (es) - San Francisco (es) - San José (es) - San Juan (es) |

| District de Santa Fé - Calovébora (es) - El Alto (es) - El Cuay (es) - El Pantano (es) - Gatuncito (es) - Rio Luis (es) - Ruben Cantu (es) - Santa Fe (es) | District de Santiago - Canto del Llano (es) - Carlos Santana Avila (es) - Edwin Fabrega (es) - La Colorada - La Peña (es) - La Raya de Santa Maria (es) - Los Algarrobos - Nuevo Santiago (es) - Ponuga (es) - Rodrigo Luque (es) - San Martin de Porres (es) - San Pedro del Espino (es) - Santiago de Veraguas - Santiago Este (es) - Santiago Sur (es) - Urracá (es) | District de Soná - Bahia Honda (es) - Calidonia (es) - Cativé (es) - El Maranon (es) - Guarumal - Hicaco (es) - La Soledad (es) - La Trinchera (es) - Quebrada de Oro (es) - Río Grande (es) - Rodeo Viejo (es) - Soná (es) |